# Медлер (лунный кратер)
Кратер Медлер (лат. Mädler), не путать с кратером Медлер на Марсе,  — небольшой ударный кратер в северо-западной части Моря Нектара на видимой стороне Луны. Название присвоено в честь немецкого астронома Иоганна Генриха фон Медлера (1794—1874) и утверждено Международным астрономическим союзом в 1935 г. 

## Описание кратера
Ближайшими соседями кратера являются кратер Теофил на западе; кратер Торричелли на севере-северо-западе; кратер Исидор на северо-востоке; кратер Дагер на востоке; кратер Росс У на юго-востоке и кратер Бомон на юге. На северо-востоке от кратера Медлер находится Залив Суровости; на востоке горы Пиренеи. Селенографические координаты центра кратера 11°02′ ю. ш. 29°46′ в. д. / 11,04° ю. ш. 29,76° в. д., диаметр 27,6 км, глубина 2800 м.
Кратер Медлер имеет полигональную форму и практически не разрушен. Вал с высоким альбедо и четко очерченной острой кромкой, высота вала в западной части достигает 2000 м над дном чаши, в восточной части до 1000 м. В северной части вала имеется седловатое понижение. Внутренний склон гладкий, у подножия восточной части внутреннего склона пролегает узкая долина, уклон восточной части склона составляет 44°. Объем кратера составляет приблизительно 480 км³. Дно чаши сравнительно ровное, с запада на восток пересечено цепочкой холмов. В центре чаши расположен массив центральных пиков от которых в северном направлении отходит невысокий хребет отмеченный маленьким чашеобразным кратером.
В кратере Медлер зарегистрированы температурные аномалии во время затмений. Объясняется это небольшим возрастом кратера, скалы не успели покрыться реголитом, оказывающим термоизолирующее действие.

## Сателлитные кратеры

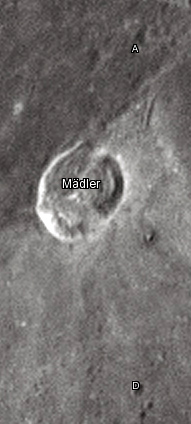
Снимок Девида Кемпбелла.

| Медлер | Координаты                                            | Диаметр, км |
| ------ | ----------------------------------------------------- | ----------- |
| A      | 9°32′ ю. ш. 29°47′ в. д. / 9,53° ю. ш. 29,79° в. д.   | 4,5         |
| D      | 12°41′ ю. ш. 31°10′ в. д. / 12,68° ю. ш. 31,17° в. д. | 3,8         |

## См.также
- Список кратеров на Луне
- Лунный кратер
- Морфологический каталог кратеров Луны
- Планетная номенклатура
- Селенография
- Минералогия Луны
- Геология Луны
- Поздняя тяжёлая бомбардировка